# B. B. Comer

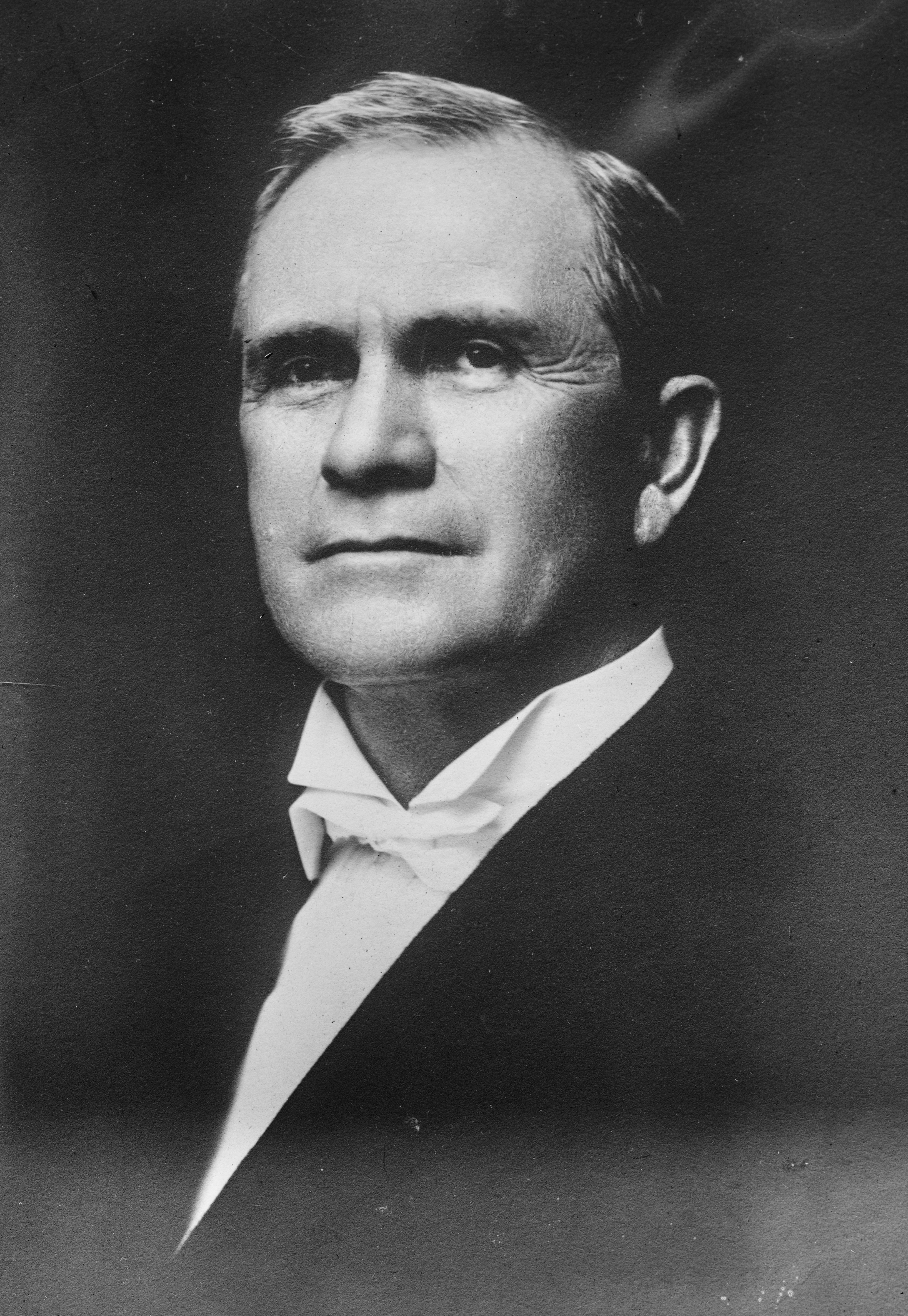
Braxton Bragg Comer

Braxton Bragg Comer (* 7. November 1848 im Barbour County, Alabama; † 15. August 1927 in Birmingham, Alabama) war ein US-amerikanischer Politiker und Gouverneur von Alabama. Comer gehörte der Demokratischen Partei an.

## Frühe Jahre und politischer Aufstieg
Comer besuchte ab 1864 die University of Alabama, war aber im April 1865 gezwungen, sie zu verlassen, als diese von General John T. Croxtons Truppen verbrannt wurde. Daraufhin ging er an die University of Georgia und später auf das Emory and Henry College in Virginia, wo jeweils einen Bachelor of Arts und einen Master of Arts erhielt. Ferner wurde Comer von der Southern University in Greensboro ein Doctor of Laws ehrenhalber zuerkannt.
Er war ein erfolgreicher Geschäftsmann, Baumwollfabrikant und Banker. Comer war im Commissioners Court von Barbour County zwischen 1874 und 1880. Später zog er 1890 nach Birmingham und war dort Präsident der City National Bank. Außerdem war er auch der Präsident von Birmingham Corn and Flour Mills, Avondale Cotton Mills, sowie der Eisenbahnkommission von Alabama zwischen 1905 und 1906.

## Gouverneur von Alabama
Am 6. November 1906 wurde Comer zum Gouverneur von Alabama gewählt und am 14. Januar 1907 vereidigt. Während seiner Amtszeit war es Comers Hauptanliegen, das Bildungswesen, die Prohibition und den Bahnverkehr fest zu regulieren. Fördermittel wurden für den Bau von Landschulen zugewiesen, ein Programm gestartet, um sicherzustellen, dass jedes County eine eigene Highschool hatte und dass die University of Alabama sowie das Alabama Polytechnic Institute erhöhte Zuschüsse erhielten. Ferner wurde das Child Labor Law neu bearbeitet, das State Board of Assessors gegründet und eine umfangreiche Anzahl von Bahngesetzen verabschiedet.
Durch Alabamas neue Verfassung von 1901 konnte Comer für die nachfolgende Amtszeit nicht gewählt werden. Die Verfassung untersagte, dass ein Gouverneur zwei nacheinander folgende Amtszeiten ableistet, jedoch nicht, dass er mehrere Male für das Amt gewählt wird. Comer verließ so am 17. Januar 1911 sein Amt und kehrte zu seinen verschiedenen Geschäftsunternehmungen zurück.

## Weiterer Lebenslauf
Er wurde am 5. März 1920 als Nachfolger des verstorbenen John H. Bankhead in den US-Senat gewählt und verblieb dort bis zum 2. November desselben Jahres. Comer verstarb am 15. August 1927 und wurde auf dem Elmwood Cemetery in Birmingham beigesetzt. Er war mit Eva Jane Harris verheiratet, sie hatten neun gemeinsame Kinder.